# Sebastián Leyton
Sebastián Ignacio Leyton Hevia (Curicó, 13 maggio 1993) è un calciatore cileno, centrocampista dell'Deportivo Cali.

## Palmarès

### Club

#### Competizioni nazionali
- Campionato cileno: 1

Universidad de Chile: 2012